# Црвено језеро (Чукотка)
Црвено језеро (рус. Озеро Красное) је језеро у Русији. Налази се на територији Чукотке. Површина језера износи 458 km².